# Ian Fleming
Ian Lancaster Fleming (Londres, 28 de mayo de 1908-Canterbury, 12 de agosto de 1964) fue un escritor, periodista y oficial de inteligencia británico, conocido por ser el creador de la serie de novelas de espías protagonizadas por James Bond. 
Nació en el seno de una familia rica, ligada al banco Robert Fleming & Co. y al Scottish American Investment Trust. Su padre fue parlamentario por el distrito electoral de Henley hasta su muerte en 1917 en el Frente Occidental de la Primera Guerra Mundial. Ian se formó en Eton, Sandhurst y las universidades de Múnich y Ginebra. Antes de dedicarse por completo a la escritura, estuvo empleado en varios puestos de trabajo, que incluyeron la División de Inteligencia Naval durante la Segunda Guerra Mundial. Así, participó en la planificación de la Operación Goldeneye y supervisó la 30 Assault Unit y la T-Force, ambas unidades de inteligencia. Su experiencia en la contienda y su carrera periodística le brindaron gran parte del contexto y los detalles presentes en las novelas de Bond.
La primera novela protagonizada por el espía británico, Casino Royale, se publicó en 1952 y gozó de un considerable éxito comercial. Le siguieron once novelas y dos colecciones de relatos breves entre los años 1953 y 1966, cuyas tramas giran en torno a la figura de James Bond, oficial del Servicio de Inteligencia Secreto y comandante de la Royal Naval Reserve, al que también se le conoce por su código, 007. Las historias se encuentran entre los libros de ficción más vendidos de la historia, con más de sesenta millones de copias a lo largo de todo el mundo. Fleming también escribió la historia infantil Chitty Chitty Bang Bang y otras dos obras de no ficción. En 2008, The Times lo situó decimocuarto en su lista de «los 50 mejores escritores británicos desde 1945».
Fleming se casó con Ann Charteris, con quien tuvo a un hijo llamado Caspar. Fue un fumador y bebedor empedernido durante su edad adulta y falleció a causa de una enfermedad del corazón en 1964, a los 56 años de edad. Sus obras han sido adaptadas al cine en más de veinte ocasiones y han recaudado más de seis mil millones USD en todo el mundo, lo que la convierte en una de las series más taquilleras de la historia. Desde 1968, varios autores han continuado escribiendo novelas sobre el espía británico.

## Biografía

### Nacimiento y familia

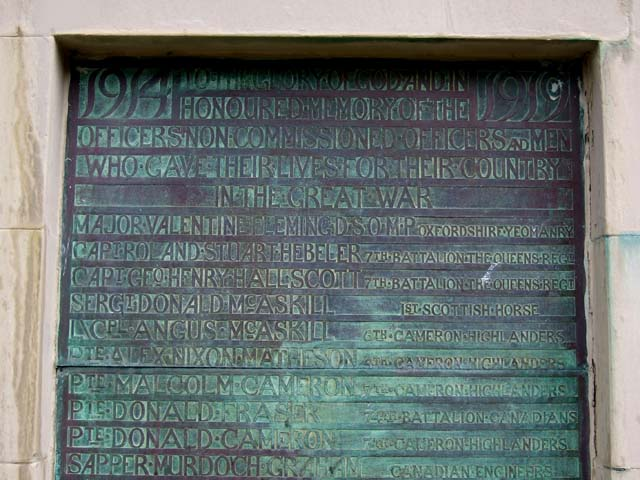
El memorial de guerra de Glenelg en el que aparece listado Valentine Fleming

Ian Lancaster Fleming nació el 28 de mayo de 1908 en el número 27 de Green Street, en el adinerado barrio londinense de Mayfair. Sus padres eran la socialite Evelyn Rose —por su apellido de soltera— y Valentine Fleming, parlamentario del distrito electoral de Henley a partir de 1910. Durante un breve período de la infancia de Ian, los Fleming vivieron en Braziers Park, una country house ubicada en Oxfordshire. Era nieto del financiero escocés Robert Fleming, fundador del Scottish American Investment Trust y del banco mercantil Robert Fleming & Co.
Tras el estallido de la Primera Guerra Mundial en 1914, Valentine Fleming se alistó en el escuadrón C de los Queen's Own Oxfordshire Hussars —un regimiento del ejército británico—, en el que alcanzó el rango de mayor. Falleció en un bombardeo alemán que tuvo lugar en el Frente Occidental el 20 de mayo de 1917. La repercusión de su muerte motivó a Winston Churchill a redactar un obituario que apareció publicado en The Times y llevó a la realización de una conmemoración en el memorial de guerra de Glenelg, dado que la familia tenía propiedades en Arnisdale.
El hermano mayor de Ian, Peter (1907-1971), era un escritor de viajes casado con la actriz Celia Johnson. Durante la Segunda Guerra Mundial estuvo al servicio de los Grenadier Guards y de Colin Gubbins —de la Dirección de Operaciones Especiales—, a quien ayudó a establecer las unidades auxiliares —unidades especializadas y secretas del gobierno británico—. También participó en operaciones distantes al frente en Noruega y Grecia durante el conflicto armado.
El resto de la familia de Ian estuvo conformada por sus dos hermanos menores, Richard (1911-1977) y Michael (1913-1940), y una hermanastra pequeña por parte materna, la violonchelista Amaryllis Fleming (1925-1999), cuyo padre era el artista Augustus John. Fue concebida durante un duradero romance entre John y Evelyn que comenzó en 1923, seis años después del fallecimiento de Valentine.

### Educación y primeros años
En 1914 comenzó a asistir a la Dunford School, una escuela preparatoria situada en la isla de Purbeck, en Dorset, donde debió soportar comidas repugnantes y actividades físicas extremas, además de ser víctima de acoso.
Años después, en 1921, continuó sus estudios en el Eton College donde, si bien no destacó académicamente, sí sobresalió en el atletismo y ostentó el título de Victor Ludorum —«ganador de juegos»— tanto en 1925 como en 1927. También se encargó de editar la revista universitaria, The Wyvern. Su estilo de vida en Eton le ocasionó problemas con su maestro de internado, E. V. Slater, que reprobó su actitud y el trato que tenía con las mujeres, entre otros hábitos que le parecieron inaceptables. Estos argumentos convencieron a Evelyn de sacar a su hijo de Eton un período antes de que culminara sus estudios, e inscribirlo en un curso especializado para su eventual admisión al Real Academia Militar de Sandhurst. No obstante, tomó el curso solamente por un año y lo dejó en 1927 tras contraer gonorrea.

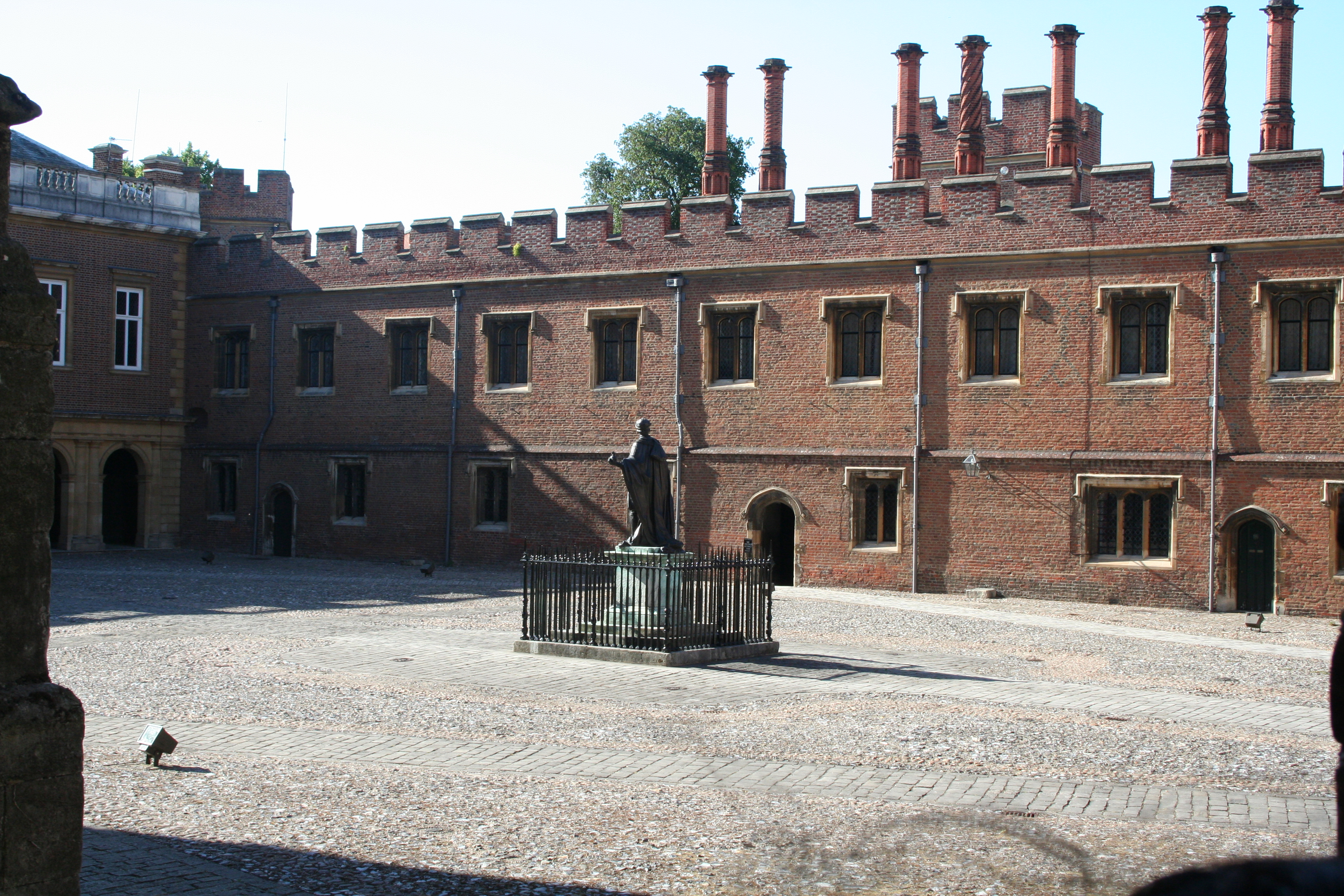
Fleming estudió en Eton College desde 1921 hasta 1927

La influencia de Evelyn en la formación educativa y profesional de su hijo se hizo más evidente en los años siguientes. En 1927, su madre lo envió al colegio privado Tennerhof en Kitzbühel, Austria, con la intención de que recibiera la formación necesaria para ser aceptado en el Ministerio de Relaciones Exteriores —más conocido como Foreign Office—. El colegio lo administraban Ernan Forbes Dennis, antiguo espía británico y seguidor de las teorías de Alfred Adler, y su esposa, la novelista Phyllis Bottome. 
Tras mejorar sus habilidades lingüísticas, Fleming se trasladó a Ginebra, donde estudió brevemente en las universidades de Múnich y de Ginebra. En esta última ciudad conoció a Monique Panchaud de Bottens, con la que se comprometió en 1931, aunque su relación terminó de manera abrupta después de que Evelyn le expresara a Fleming su rechazo hacia ella.
Tras reprobar su prueba de admisión al Ministerio de Relaciones Exteriores, Fleming obtuvo un empleo como subeditor y periodista en la agencia informativa Reuters gracias a la intervención de su madre, que presionó a sir Roderick Jones, en aquel entonces jefe de la compañía, para que admitiera a su hijo. Como parte de su trabajo, Fleming pasó un tiempo en Moscú en 1933 para cubrir la farsa judicial que se llevó a cabo contra seis ingenieros de la compañía británica Metropolitan-Vickers. Aunque su intento de obtener una entrevista con Iósif Stalin resultó fallido, quedó sorprendido por el hecho de que el mandatario le enviase una nota firmada de disculpa por no poder atenderle. Linton Wells, que cubrió la farsa para la agencia estadounidense International News Service, se refirió a Fleming como «un joven genuino con una elevada capacidad periodística que nos desafió a todos en nuestra labor». A su vez, con relación a su trabajo en la agencia, el escritor argumentó que «fue donde aprendí a escribir rápido, y sobre todo a ser preciso, porque si no eras exacto, te despedían». Si bien Jones le ofreció colaborar como corresponsal en Shanghái, este declinó la propuesta para incursionar en el sector bancario, bajo recomendación de sus familiares. Más tarde, Fleming se refirió a su estancia en Reuters como «el período más emocionante de mi vida».
En octubre de 1933 comenzó a trabajar en la financiera Cull & Co; sin embargo esta experiencia y otra oportunidad laboral como corredor de valores en Rowe and Pitman, en Bishopsgate, resultaron ser un fracaso en su trayectoria profesional. De acuerdo con Alaric Jacob, uno de sus compañeros en Reuters: «[Fleming] solamente quería tiempo libre y dinero suficiente para llevar una vida entretenida». A mediados de la década de 1930, intentó invertir parte de sus fondos en una librería destinada al mercado de  coleccionistas de libros, y, en 1939, comenzó a salir con Ann O'Neill —su apellido de soltera era Charteris—, que estaba casada con el tercer barón O'Neill y que mantenía simultáneamente otro romance con Esmond Harmsworth, heredero de lord Rothermere, dueño del Daily Mail.

### Segunda Guerra Mundial
El vicealmirante John Henry Godfrey, director de la División de Inteligencia Naval de la Marina Real británica, lo reclutó en mayo de 1939 para que ejerciera de asistente personal. Pese a que carecía de «obvias calificaciones» para ese rol —de acuerdo con el biógrafo Andrew Lycett—, comenzó a trabajar a tiempo completo en la organización en agosto de ese mismo año, en la sala 39 del Almirantazgo y bajo el nombre en clave «17F». En los siguientes meses tuvo un rápido ascenso al ser designado como teniente, y luego como comandante, en la Reserva Naval Real. Pese a su inexperiencia, pudo demostrarle rápidamente a Godfrey sus aptitudes como administrador y asistente. Godfrey tenía una reputación de abrasivo y se decía que hacía enemigos con facilidad dentro de los círculos gubernamentales, razón por la que Fleming solía actuar como su enlace con otras áreas administrativas, tales como el Servicio de Inteligencia Secreto (MI6), la Dirección de Guerra Política (POE), la Dirección de Operaciones Especiales (SOE), el Comité Conjunto de Inteligencia y el gabinete del primer ministro.
El 29 de septiembre de 1939, recién estallada la Segunda Guerra Mundial, Godfrey distribuyó un memorando que, según observó el historiador Ben Macintyre, «poseía el sello distintivo del [...] teniente comandante Ian Fleming». El documento adoptó el mote de «memorando de la trucha» debido a que comparaba el engaño a las Potencias del Eje con la pesca con mosca. Contenía varios planes que tenían la intención de atraer a los U-Boots y buques de superficie alemanes hacia los campos de minas. Por ejemplo, una de las propuestas era distraer al enemigo con documentos engañosos colocados junto a un cadáver. En 1943 la Operación Mincemeat siguió una estrategia similar para encubrir la invasión aliada de Italia desde el norte de África. De acuerdo con el memo de la trucha, «esta sugerencia aparece en un libro de Basil Thomson: se coloca en la costa un cadáver vestido como aviador y con mensajes en sus bolsillos, haciendo creer que [murió] por un salto fallido en paracaídas. Creo que no sería difícil conseguir un cuerpo en el Hospital Naval aunque, obviamente, tendría que ser uno fresco».

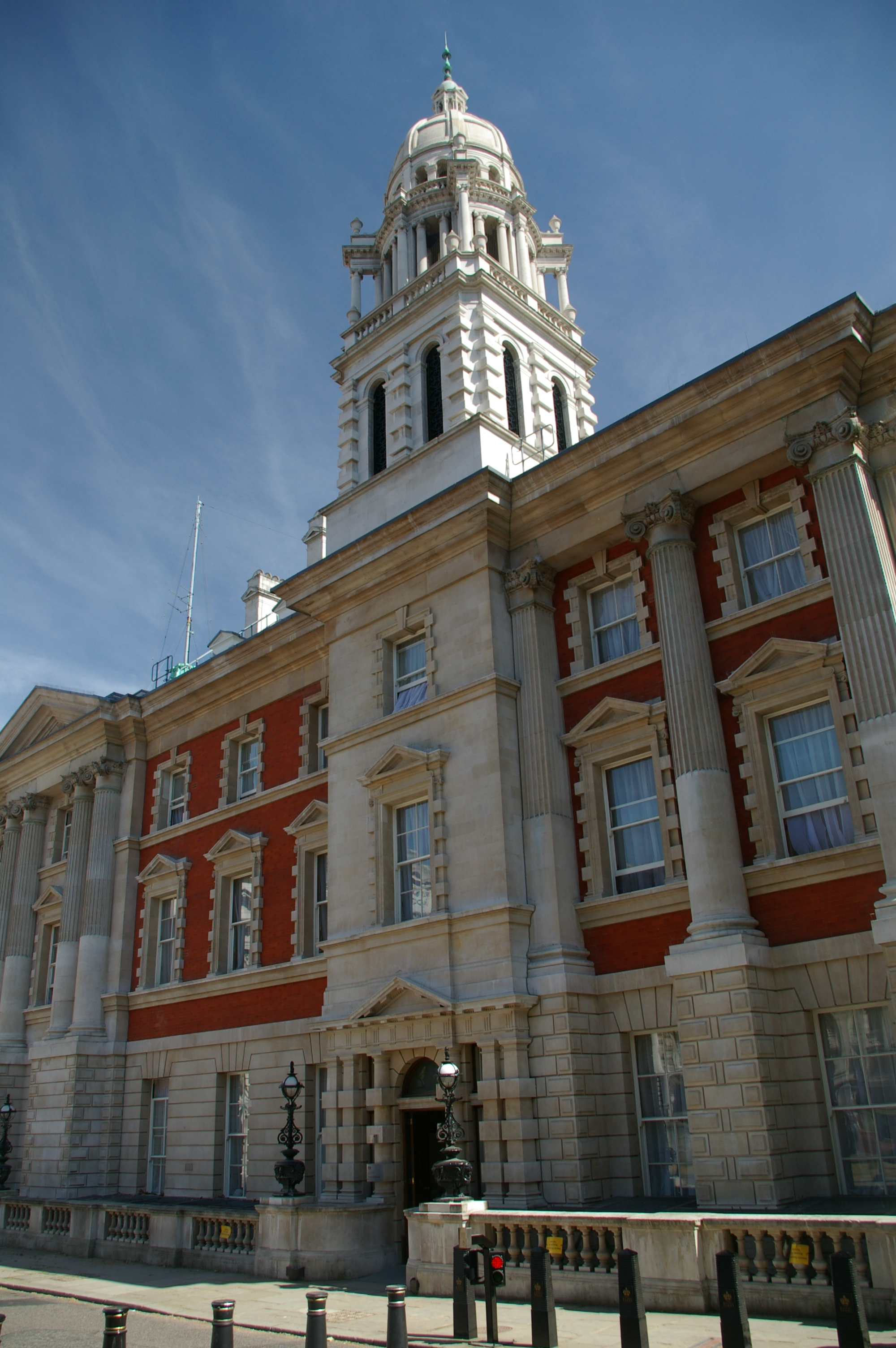
Fleming trabajó en el Almirantazgo británico, como parte de la División de Inteligencia Naval, durante la Segunda Guerra Mundial.

En 1940, Fleming y Godfrey trabajaron junto con Kenneth Mason, profesor de geografía en la Universidad de Oxford, en el Inter-service Topographical Department. Más tarde, en una nota que le escribió a Godfrey el 12 de septiembre de 1940, Fleming perfiló los detalles de la que se conocería como Operación Ruthless, cuyo objetivo era obtener detalles de los códigos que la marina de guerra nazi empleaba en las máquinas Enigma. La idea contemplaba hacerse con un bombardero alemán, cargarlo con una tripulación que se estrellara en el canal de la Mancha y que, cuando fuera a ser rescatada, atacara a los nazis para apropiarse de su barco equipado con la correspondiente máquina Enigma y llevarlo a Inglaterra. La iniciativa no se llevó a cabo pese a la molestia de Alan Turing y Peter Twinn, que estaban trabajando en Bletchley Park. Lucy, sobrina de Fleming, explicó que la operación había sido rechazada debido a las indicaciones de un oficial de la Real Fuerza Aérea Británica que supuso que el bombardero Heinkel se habría hundido con rapidez en el canal.
Fleming también colaboró con el coronel William Joseph Donovan, delegado especial del presidente Franklin D. Roosevelt para la operación de inteligencia llevada a cabo conjuntamente por Londres y Washington. En mayo de 1941, acompañó a Godfrey a Estados Unidos para contribuir en la redacción de un cianotipo para la Oficina del Coordinador de Información, predecesora de la Agencia Central de Inteligencia (CIA).
Entre 1941 y 1942 Fleming quedó a cargo de la Operación Goldeneye, cuyo propósito era mantener una estructura de inteligencia en España en caso de una invasión alemana del territorio. En ese período mantuvo comunicación con Gibraltar y coordinó operaciones de sabotaje contra los nazis. En 1941 contactó a Donovan para discutir el apoyo estadounidense en el conflicto bélico y evitar que los alemanes se hicieran con el control de las rutas marítimas.

#### 30 Assault Unit
Fleming formó en 1942 una unidad de commandos, conocida como la 30 Assault Unit (30AU) o No. 30 Commando, compuesta de tropas especialistas en inteligencia. Su labor consistía en permanecer cerca de la primera línea para incautar los documentos que el enemigo tuviese almacenados en los cuarteles que se atacaban. El concepto de la unidad surgió de un grupo alemán dirigido por Otto Skorzeny, que ya había llevado a cabo actividades similares en la batalla de Creta, acaecida en mayo de 1941. Fleming la consideraba como «una de las innovaciones más sobresalientes de la inteligencia alemana».
Aunque Fleming no luchó en el campo de batalla con la unidad, se encargaba de elegir los objetivos y dirigir las operaciones desde la retaguardia. En sus comienzos la 30AU estuvo conformada por treinta efectivos, aunque su tamaño definitivo llegó a superar hasta cinco veces esa cifra. Los miembros procedían de otras unidades de comando y entrenaban en las instalaciones de la SOE para especializarse en el combate desarmado y el forzamiento de cajas fuertes con ganzúas. A finales de 1942, el capitán Edmund Rushbrooke remplazó a Godfrey al mando de la División de Inteligencia Naval, y si bien esto impactó directamente en la influencia que tenía Fleming en la organización, este se mantuvo al frente de la 30AU. Cabe señalarse que a los miembros de esta unidad les disgustaba que este se refiriera a ellos como sus «indios rojos».

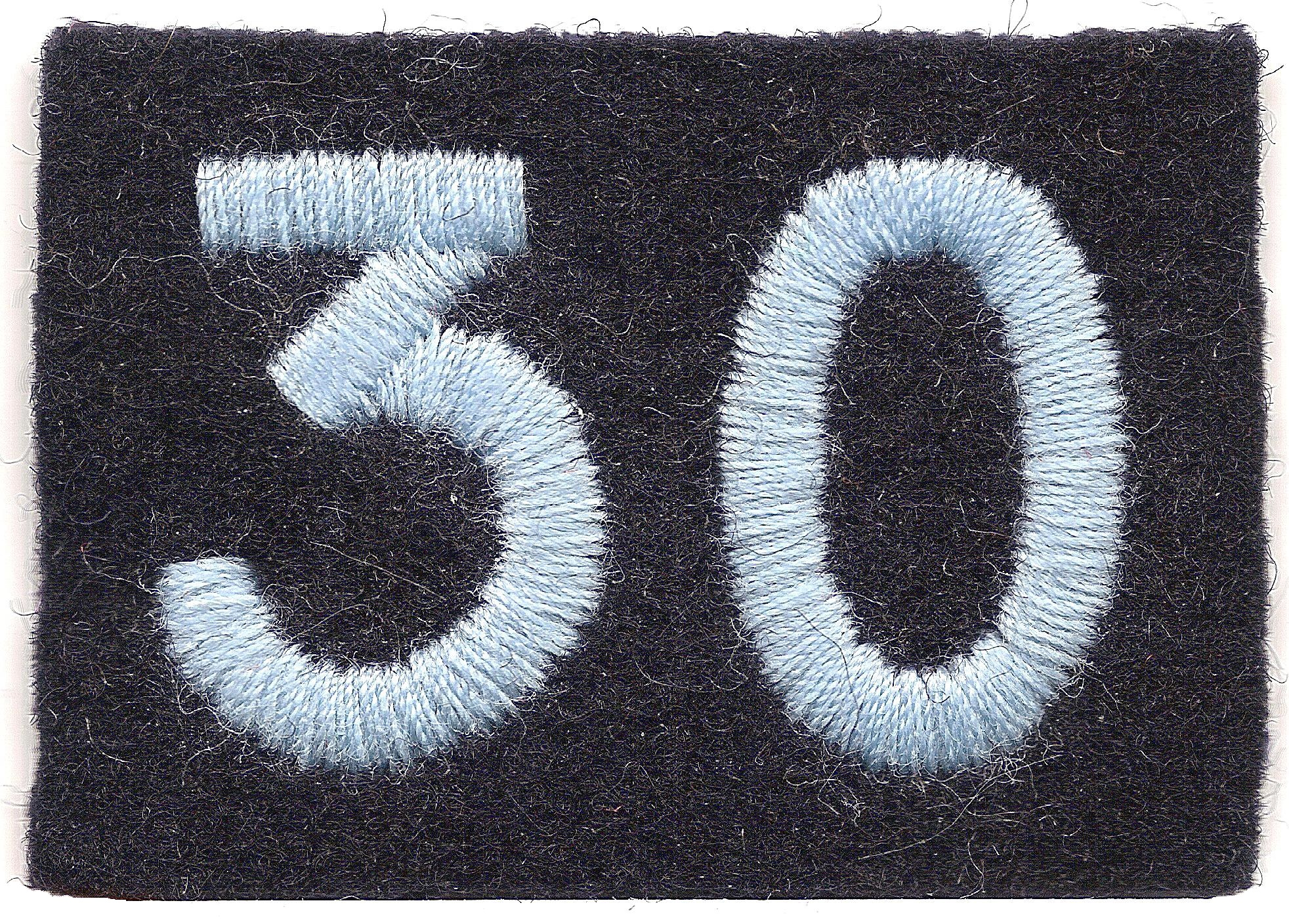
Insignia usada por los integrantes de la 30AU

Antes de los desembarcos de Normandía de 1944, la unidad había llevado a cabo la mayor parte de sus operaciones en el Mediterráneo. También participó de forma secreta en la Operación Jubilee, aunque fracasó a la hora de intentar hacerse con una máquina Enigma y otros materiales relacionados. Fleming observó el ataque a bordo del HMS Fernie, a más de setecientos metros de la costa. Pese a lo anterior, sus operaciones exitosas en Sicilia e Italia hicieron que la inteligencia naval depositase cada vez más confianza en la unidad.
En marzo de 1944, Fleming supervisó el reparto de documentos de inteligencia a la Marina Real, que se estaba preparando de cara a la Operación Overlord. El 6 de junio lo remplazaron al frente de la 30AU, aunque mantuvo cierta implicación en el grupo. Los visitó en algunas ocasiones durante y tras la operación, aunque temía que la unidad se estaba usando incorrectamente como un comando regular en vez de como el comando especializado en recopilación de información que era. Su valoración ocasionó que se realizara una revisión a posteriori de la gestión de este tipo de comandos. Adicionalmente tuvo en seguimiento las labores de la unidad en Alemania, donde localizaron unos archivos navales germanos que databan de 1870 en el interior del castillo de Tambach.
En diciembre de 1944 el director de Inteligencia Naval envió a Fleming al Lejano Oriente para recabar información, con la cual esperaba identificar áreas de oportunidad para la 30AU en el Pacífico. Sin embargo, las actividades de la unidad se redujeron considerablemente tras la rendición japonesa, apenas unos meses después.

#### T-Force y casa Goldeneye
El éxito de la 30AU llevó a la formación de la T-Force en agosto de 1944, cuyas operaciones según el memorando oficial conservado en los Archivos Nacionales del Reino Unido consistían en «proteger y asegurar documentos, personas y equipos, con personal combate e inteligencia, tras la captura de grandes localidades, puertos, etcétera, en territorio enemigo y liberado».

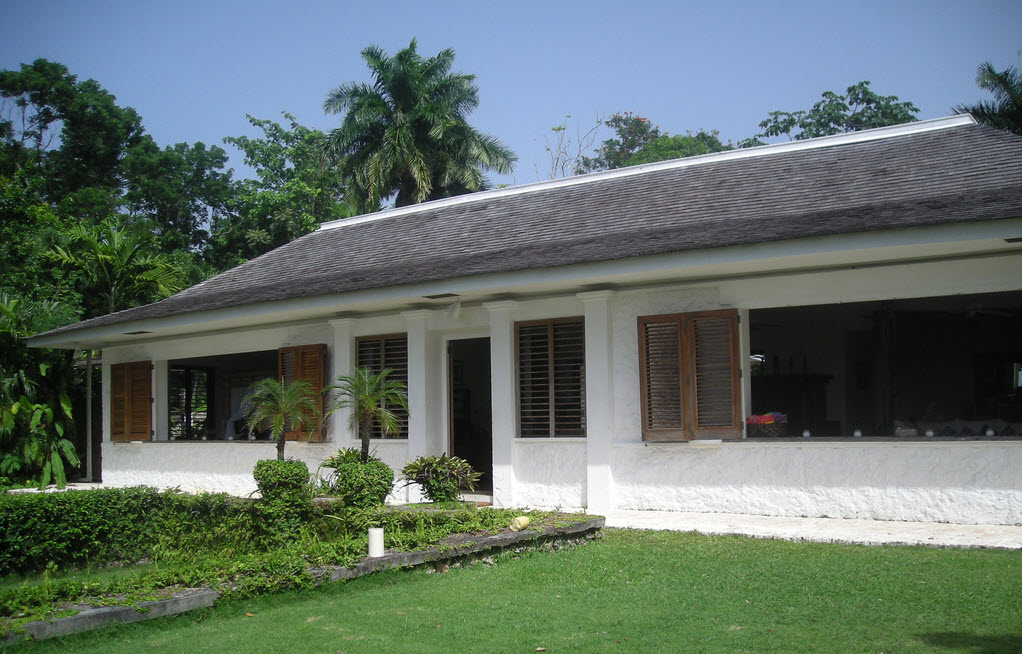
Tras un viaje a Jamaica, Fleming decidió vivir allí una vez finalizada la contienda. Se construyó una casa a la que el autor llamó Goldeneye, y en la que escribió varias de las historias de Bond.

Fleming formó parte del comité que elegía los objetivos de la T-Force y los registró en los «libros negros» que se entregaban a los oficiales de la unidad. La infantería estaba formada por el regimiento del Rey del 5.º batallón, que brindaba apoyo al Segundo Ejército. Los descubrimientos más notables de la unidad se produjeron durante la ofensiva sobre el puerto alemán de Kiel, en el centro en donde se investigaba el desarrollo de los motores empleados en los cohetes V2, en el Messerschmitt Me 163 y en los U-Boot de alta velocidad. Más tarde, Fleming incluiría ciertos aspectos de la T-Force en la trama de sus novelas, especialmente en Moonraker (1955).
En 1942 asistió a una cumbre angloestadounidense sobre inteligencia celebrada en Jamaica y, pese a la constante lluvia que lo acompañó durante su visita, decidió irse a vivir a la isla una vez terminada la contienda. Su amigo Ivar Bryce le ayudó a encontrar un terreno en la parroquia de Saint Mary, donde construyó una casa en 1945 que llamó «Goldeneye». Este nombre era el mismo que recibió la operación de la cual se había hecho cargo entre 1941 y 1942, aunque el autor señaló que también se había inspirado en la novela Reflejos en un ojo dorado (1941), de Carson McCullers, en la que se describe el uso de bases navales británicas en el Caribe por la marina estadounidense. A manera de explicación de la predilección de Fleming por este lugar, Matthew Parker —autor de Goldeneye: Where Bond Was Born: Ian Fleming’s Jamaica— argumentó que, «como ha sido el caso desde los días de los barones del azúcar [en las Indias Occidentales], Jamaica proporcionó un hogar para los aristócratas británicos, segundos y terceros hijos de la aristocracia y ricos inadaptados».
En octubre de 1947 Fleming recibió el reconocimiento danés Frihedsmedalje por la asistencia proporcionada a los oficiales daneses que escaparon al Reino Unido durante la ocupación del país por la Alemania nazi.

### Posguerra
Tras su desmovilización en mayo de 1945, Fleming aceptó un empleo en el grupo periodístico Kemsley —en aquel entonces propietario del Sunday Times— con la responsabilidad de dirigir la red de corresponsales que el grupo tenía esparcidos por diferentes países. Su contrato le permitía tomarse tres meses de vacaciones cada temporada invernal, que aprovechaba para irse a Jamaica. Trabajó a tiempo completo para el periódico hasta diciembre de 1959, pero continuó escribiendo artículos y asistiendo a las reuniones semanales hasta 1961.
Hasta entonces Fleming continuaba su amorío con Charteris, cuyo esposo había muerto durante la contienda. Aunque ella estaba interesada en casarse con Fleming, este prefirió su soltería por lo que Charteris contrajo nupcias con Esmond Harmsworth, segundo vizconde de Rothermere, en junio de 1945. Esto no significó el fin de su romance con el escritor, a quien siguió frecuentando durante sus estancias en Jamaica bajo el pretexto de que iba a ver a su amigo y vecino Noël Coward. En 1948, producto de su aventura con Fleming, Charteris dio a luz a un mortinato y tres años después Rothermere se divorció de ella debido a sus actos extramaritales. Finalmente el 24 de marzo de 1952 Charteris y Fleming se casaron en Jamaica, y poco después, en agosto del mismo año, nació su hijo Caspar. A lo largo de su matrimonio, ambos tuvieron amoríos: ella, con Hugh Gaitskell, líder del Partido Laborista y de la oposición; él, por su parte, mantuvo una larga relación en Jamaica con una de sus vecinas, Blanche Blackwell, madre de Chris Blackwell, que fundó el sello Island Records.

### Años 1950
El interés de Fleming en redactar una novela de espionaje se remonta al período de la Segunda Guerra Mundial, según los comentarios que le hizo a algunos de sus amigos. Con elementos ficticios entremezclados con sus vivencias durante el conflicto bélico, el 17 de febrero de 1952 comenzó a escribir Casino Royale en Goldeneye. Tiempo después, explicó que había escrito la novela para distraerse de su inminente boda con Charteris, que en aquel entonces estaba embarazada. Si bien su exnovia Clare Blanchard le recomendó que no publicara el libro o que, al menos, lo hiciera bajo un seudónimo, Fleming continuó con sus intenciones de distribuirla y le pidió a Joan Howe, madre del escritor de viajes Rory Maclean y secretaria de Fleming en The Times —en quien se inspiró parcialmente para el personaje de Miss Moneypenny—, que mecanografiara el manuscrito en Londres.
Al terminar el primer borrador de Casino Royale, Fleming sentía que «el elemento de suspenso [en la trama] está completamente ausente» y así se lo hizo saber a su amigo William Plomer al entregarle una copia del borrador para conocer su opinión. Tras leerlo, Plomer consideró que el libro era prometedor y envió una copia a la editorial Jonathan Cape. En un primer momento esta mostró poco entusiasmo por la novela, pero el hermano de Ian, Peter —cuyos libros estaban en posesión de la firma— la convenció para que publicaran el de Ian. Tras dos meses de redacción, Casino Royale se publicó finalmente en el Reino Unido el 13 de abril de 1953, por un precio de diez chelines y seis peniques en formato de tapa dura y con una portada diseñada por el propio Fleming. El éxito fue tal que se necesitaron tres tiradas para satisfacer la elevada demanda.
La novela gira en torno a las hazañas de James Bond, un oficial del Servicio de Inteligencia Secreto (MI6) conocido por el código «007» y comandante de la Reserva Naval Real. Fleming tomó el nombre para su personaje del ornitólogo estadounidense James Bond, un experto en aves caribeñas y autor de la guía Birds of the West Indies, de la cual Fleming —un declarado observador de aves— tenía una copia. Él mismo le explicó a la esposa del ornitólogo que «este nombre breve, poco romántico, anglosajón y aun así tan masculino era justo lo que necesitaba». En una entrevista concedida al New Yorker en 1962, detalló más al respecto: «Cuando escribí la primera [novela] en 1953, quería que Bond fuera un hombre extremadamente aburrido y poco interesante al que [en un instante] le sucedían cosas; quería que fuera un instrumento contundente [...] cuando estaba inmerso en la búsqueda de un nombre para mi protagonista, pensé "por Dios, [James Bond] es el nombre más aburrido que he escuchado jamás"».

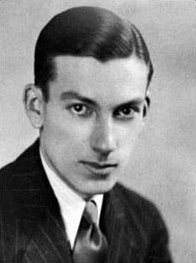
Hoagy Carmichael, con poco más de 20 años. Fleming tomó de él varios de los rasgos físicos a la hora de crear a Bond.

Fleming basó su creación en «agentes secretos y miembros de comando» que conoció mientras estaba en la División de Inteligencia Naval al momento de definir los rasgos y apariencia del protagonista. Entre ellos estaba su hermano Peter, a quien adoraba y que participó en operaciones llevadas a cabo en Noruega y Grecia durante la contienda. Si bien visualizó la apariencia de Bond a semejanza del actor David Niven, posteriormente se basó en el físico de Hoagy Carmichael. Según observó el escritor e historiador Ben Macintyre, el escritor incluyó varios rasgos suyos en la descripción física de Bond. En las novelas abundan las referencias a «la buena, pero a la vez oscura y cruel, apariencia» del personaje.
Otras personas que influyeron en la caracterización de Bond fueron Conrad O'Brien-ffrench, espía al que conoció mientras practicaba esquí en Kitzbühel en la década de 1930; Patrick Dalzel-Job, integrante de la 30AU que participó en la guerra; y Wilfred «Biffy» Dunderdale, jefe de la sección parisina del MI6, que vestía gemelos y trajes confeccionados a mano además de moverse por la capital francesa en un Rolls-Royce conducido por su chófer. Es posible que también se basara en Fitzroy Maclean, reconocido por su labor tras las líneas enemigas en los Balcanes, y en Duško Popov, doble agente del MI6. Fleming también le confirió a su creación varios de sus rasgos, incluidos su gusto por los huevos revueltos, su afición por el juego, su hándicap en golf y el uso de la misma marca de artículos de tocador.
Tras la publicación de Casino Royale, Fleming usó sus vacaciones anuales para acudir a su casa de Jamaica y escribir otra historia de Bond. Entre 1953 y 1964 redactó doce novelas y un par de colecciones de relatos cortos con el personaje como protagonista, las dos últimas —El hombre de la pistola de oro y Octopussy and The Living Daylights— publicadas de manera póstuma. La mayor parte del contexto para las historias proviene de su trabajo en la División de Inteligencia Naval así como de acontecimientos acaecidos en la Guerra Fría de los que tenía conocimiento. Por ejemplo, el argumento de Desde Rusia con amor usa una máquina decodificadora soviética ficticia, una Spektor, como cebo para engañar a Bond; este objeto es reminiscente de la máquina Enigma, el artefacto que los alemanes emplearon durante la guerra. La novela se basa en la historia de Eugene Karp, un agregado naval y agente de inteligencia estadounidense con base en Budapest que tomó el Expreso de Oriente desde la capital húngara rumbo a París en febrero de 1950. Los asesinos soviéticos, que se habían montado en el tren antes de que este partiese, drogaron al conductor; el cuerpo de Karp apareció poco después en las vías, en un túnel situado al sur de Salzburgo.
Fleming utilizó los nombres de varias personas que conocía para los personajes que aparecen en las historias de Bond: 
- Scaramanga, el principal villano de El hombre de la pistola de oro, procede de un compañero de Eton con el que tuvo una pelea;[8]
- Goldfinger, de la novela homónima, era el apellido del arquitecto Ernő Goldfinger, cuyos diseños aborrecía;[8]
- Hugo Drax, el antagonista de Moonraker, comparte apellido con el almirante sir Reginald Drax, conocido suyo;[111]
- el asistente de Drax, Krebs, tiene el mismo nombre que el último jefe de gabinete de Hitler,[112] y
- «Boofy» Kid, uno de los villanos homosexuales de Diamantes para la eternidad, toma el nombre de uno de los amigos más cercanos de Fleming y pariente de su esposa, Arthur Gore —octavo conde de Arran—, al que sus amigos se referían como Boofy.[8]

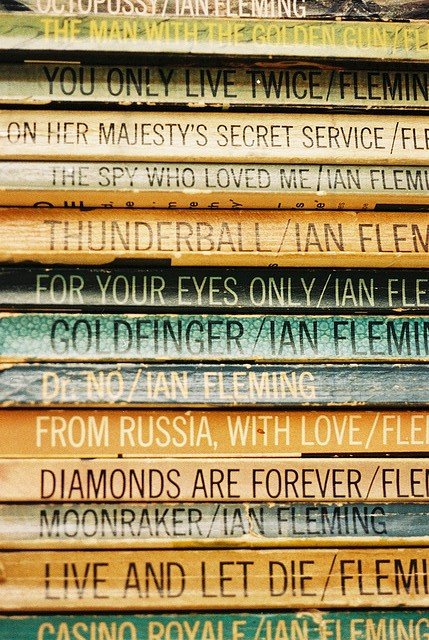
Lomos de las novelas de Bond en inglés, escritas por Fleming

Su primera obra de no ficción, The Diamond Smugglers, salió a la venta en 1957 y se basaba en parte en el proceso de documentación que Fleming había llevado a cabo para su cuarta novela de Bond, Diamantes para la eternidad. Gran parte del material se había incluido ya en artículos del Sunday Times y procedía de las entrevistas que el autor había mantenido con John Collard, miembro de la Organización Internacional para la Seguridad de los Diamantes y anteriormente trabajador del MI5. Las críticas, tanto en Estados Unidos como en el Reino Unido, fueron variadas.
Si bien los primeros cinco libros de Bond —Casino Royale, Vive y deja morir, Moonraker, Diamantes para la eternidad y Desde Rusia con amor— recibieron críticas positivas tras su publicación, esta tendencia cambió en marzo de 1958, cuando Bernard Bergonzi, en un artículo para Twentieth Century, atacó el trabajo de Fleming al considerar que contenía «una corriente muy marcada de voyerismo y sadomasoquismo» y evidenciaba «la carencia total de cualquier marco de referencia ético». En el artículo se comparaba de manera desfavorable a Fleming con John Buchan y Raymond Chandler, tanto en el plano moral como en el literario. Un mes después se publicó Dr. No, que recibió comentarios severos de los críticos que, según Ben Macintyre, «se volvieron prácticamente en manada contra» él. Una de las reseñas más desfavorables provino de Paul Johnson, del New Statesman, que lo calificó como «el libro más sucio que he leído jamás [...] Cuando llevaba un tercio leído, tuve que contener un fuerte impulso de tirar esa cosa». Aunque reconoció en Bond «un fenómeno social de cierta importancia», expuso que la novela contiene «tres ingredientes básicos, todos insalubres y profundamente ingleses: el sadismo de un matón de colegio, los deseos sexuales mecánicos y bidimensionales de un adolescente frustrado y las ansias crudas y esnobs de un adulto suburbano». En su opinión, «el señor Fleming no tiene talento literario, la construcción del libro es caótica, y se insertan, de manera caprichosa, incidentes y situaciones que después se olvidan».
Fleming «se sumergió en un declive personal y creativo» tras los problemas con su esposa y los ataques que recibió su obra, según observó Lycett. Su siguiente publicación, Sólo para tus ojos, consistió en una colección de relatos cortos desarrollados a partir de los esbozos que había escrito para una serie de televisión cuya producción nunca se concretó. En opinión de Lycett, durante la redacción de estos relatos «la sensación de hastío y dudas en sí mismo estaban empezando a afectar su escritura», lo cual puede apreciarse en los pensamientos de Bond en dicha recopilación.

### Años 1960
En 1960, la petrolera Kuwait Oil Company le encomendó la escritura de un libro acerca de Kuwait y su industria petrolera. El gobierno kuwaití no aprobó el borrador, titulado State of Excitement: Impressions of Kuwait —traducido al español: Estado de emoción: impresiones de Kuwait—, por lo que este nunca llegó a publicarse. Al respecto, Fleming opinó que «la compañía petrolera dio su aprobación del libro, pero sintió la obligación de brindarle una copia a los integrantes del Gobierno para que la revisaran. El jeque ha encontrado comentarios y críticas desagradables y duras, especialmente los pasajes que hacen referencia al pasado aventurero del país, que ahora desea ser "civilizado" en todos los aspectos y olvidar sus orígenes románticos».
Tras la decepción ocasionada por la mala recepción de Sólo para sus ojos, Fleming continuó la serie de Bond mediante la novelización de un guion de cine en el que había trabajado con sus amigos Ivar Bryce y Ernest Cuneo y el escritor y cineasta irlandés Kevin McClory, que daría lugar a Operación Trueno. En octubre de 1959, por recomendación de McClory, el guionista Jack Whittingham se integró al equipo pese a la disconformidad de Fleming. Dos meses después, McClory y Whittingham le enviaron un esbozo del guion a Fleming, que les comentó que estaba barajando la posibilidad de enviar el libreto a la Music Corporation of America (MCA), y que McClory ejerciera de productor. Asimismo, le hizo saber a este que si la MCA rechazaba la película por su participación, debería entonces venderse a sí mismo ante la MCA, echarse atrás o entablar acciones legales. Entre enero y marzo de 1960, Fleming redactó Operación Trueno, basada en el guion que había escrito junto a Whittingham y McClory. En marzo del año siguiente, este último pudo leer una copia avanzada y, tras discutirlo con Whittingham, ambos acudieron al Tribunal Superior de Justicia de Londres para solicitar una orden judicial que detuviese la publicación. Tras un par de acciones legales, la segunda de ellas en noviembre de 1961, Fleming le propuso un trato a McClory para sacar el asunto de los juzgados. Este se hizo con los derechos literarios y cinematográficos del guion, mientras que Fleming se quedó con el derecho a publicar la novela, siempre y cuando dejase patente que estaba «basada en un libreto de Kevin McClory, Jack Whittingham y el autor».

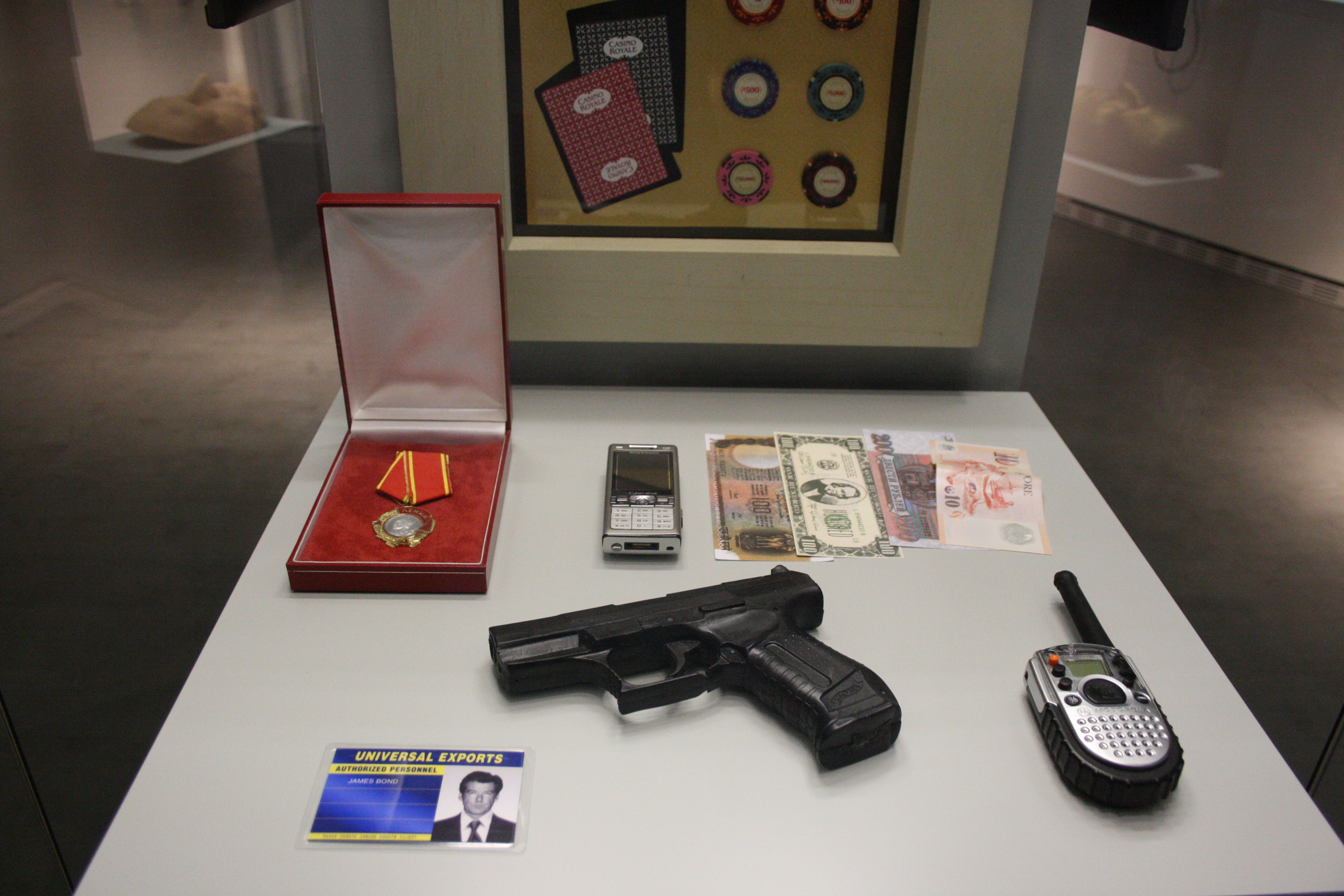
Algunos objetos usados en las películas de James Bond

Las ventas de los libros de Bond se incrementaron notablemente a partir de 1961, suceso atribuido a un artículo publicado en la revista Life que citó a la novela Desde Rusia con amor como uno de los diez libros favoritos del presidente estadounidense, John F. Kennedy. Cabe señalarse que el demócrata y el escritor se habían conocido previamente en Washington. Con este auge, Fleming encabezó los registros de ventas de novelas policíacas en Estados Unidos. Creía, además, que Desde Rusia con amor era su mejor novela y dijo: «Lo mejor de todo es que parece que cada uno de los libros ha sido el favorito entre una u otra sección del público y ninguno ha sido completamente condenado».
En abril de 1961, poco antes del cierre del segundo caso judicial relativo a Operación Trueno, sufrió un infarto durante una de las reuniones semanales que se celebraban en el Sunday Times. Aún convaleciente, uno de sus amigos, Duff Dunbar, le entregó una copia de The Tale of Squirrel Nutkin, un libro juvenil escrito por Beatrix Potter, y le sugirió que escribiera el cuento que le solía contar a su hijo Caspar cada noche. Fleming se entusiasmó con la idea y le escribió, jocoso, a su editor, Michael Howard, de Jonathan Cape: «No hay ni un momento, ni siquiera al borde de la tumba, en el que no esté esclavizado para ti». El resultado, Chitty Chitty Bang Bang, fue la única novela para niños escrita por Fleming, aunque no se publicó hasta octubre de 1964, dos meses después de su muerte.
En junio de 1961, llegó a un acuerdo con Harry Saltzman sobre los derechos cinematográficos de sus novelas y relatos cortos, en el cual se incluyeron sus publicaciones futuras, además de una cláusula que estipulaba que debían hacerse efectivos en menos de seis meses. Como resultado, Saltzman creó Eon Productions junto con Albert R. Broccoli y, tras un largo proceso de búsqueda, contrataron a Sean Connery para cinco películas, siendo Dr. No (1962) la primera. La manera en la que Connery interpretaba a Bond afectó al personaje literario; en Sólo se vive dos veces, la primera novela escrita tras el estreno del primer filme, el autor le confirió a Bond un sentido del humor a semejanza de Connery.
Fleming publicó su segundo libro de no ficción, Thrilling Cities, en noviembre de 1963; consiste en una reposición de artículos publicados en el Sunday Times en los que plasmó sus impresiones sobre algunas ciudades que había visitado entre 1959 y 1960. El productor Norman Felton lo abordó en 1964 con una propuesta para escribir una serie de espías para televisión; Fleming accedió y le brindó varias ideas, incluidos los nombres de los personajes Napoleón Solo y April Dancer para la serie La chica de CIPOL. Sin embargo, se retiró del proyecto a petición de Eon Productions, ya que querían evitar cualquier problema legal que pudiese surgir en caso de que este proyecto se solapase con la producción de las películas de Bond.
En enero de 1964, Fleming acudió por última vez a Goldeneye y escribió el primer borrador de El hombre de la pistola de oro. Al principio no quedó convencido con el resultado y consideró reescribirlo, pero su editor, William Plomer, lo persuadió de preservarlo.

### Fallecimiento

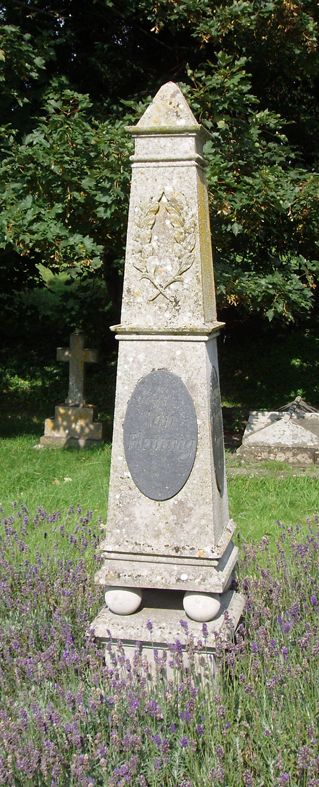
La tumba y el monumento conmemorativo de Ian Fleming en Sevenhampton

Fleming fue un fumador y bebedor empedernido durante su edad adulta —con 38 años, fumaba hasta setenta cigarrillos al día—, por lo que padeció de problemas cardíacos. En 1961, cuando tenía 53 años de edad, sufrió un infarto de miocardio del cual logró recuperarse. Tres años después, el 11 de agosto de 1964, mientras se encontraba hospedado en un hotel de Canterbury, acudió a una comida al Royal St George's Golf Club y después cenó en el hotel con sus amigos. El día había resultado agotador para él y sufrió otro infarto poco después de cenar. Falleció a los 56 años de edad en la madrugada del 12 de agosto de 1964, el mismo día que su hijo Caspar cumplía doce años. Las últimas palabras de las que se tiene constancia las usó para disculparse con los conductores de ambulancia, al decir: «Siento molestarles, muchachos. No sé cómo conducen tan rápido con todo el tráfico que hay hoy en día». Fue enterrado en el cementerio de Sevenhampton, cerca de Swindon. Su madre, Evelyn, había fallecido dos semanas antes que él, el 27 de julio de 1964.
Los dos últimos libros de Fleming, El hombre de la pistola de oro y Octopussy and The Living Daylights, se publicaron de manera póstuma. El primero salió a la luz ocho meses después de su fallecimiento sin que este hubiese finalizado el proceso de edición. Aunque Kingsley Amis recibió una copia del manuscrito y ofreció algunas sugerencias antes de su publicación, lo cierto es que los editores ignoraron sus recomendaciones; la editorial Jonathan Cape consideraba esta obra como «fina y endeble». En opinión del biógrafo Henry Chandler, la novela «recibió críticas amables y un tanto tristes, y no representaba a Fleming en su esplendor». El último libro de Bond, consistente en dos historias, se publicó en el Reino Unido el 23 de junio de 1966.
En octubre de 1975 su hijo Caspar, de 23 años, se suicidó ingiriendo una sobredosis de droga, y fue enterrado junto a su padre en el cementerio de Sevenhampton. La viuda, Ann, falleció en 1981 y se le dio sepultura en ese mismo lugar.

## Vida privada y personalidad
Ocasionalmente la personalidad de Fleming era descrita por sus conocidos como «compleja». Durante su empleo como corredor de valores, en los años 1930, Fleming mantuvo un noviazgo con Daphne Finch Hatton, hija del conde de Winchilsia, Guy Finch-Hatton —un par británico—. Producto de sus casuales encuentros, esta observó que «[Fleming] era un completo esquizofrénico. Era duro y bastante cruel, pero al mismo tiempo podía ser muy sentimental. Era alguien bueno para suprimir sus emociones». También consideró que mostraba indicios de una actitud «demasiado susceptible». Pese a ello, una de sus amigas lo describió como «el hombre más fascinante y atractivo [...] Tenía una especie de magia que simplemente resaltaba. Era muy difícil y duro, pero al mismo tiempo era un muy buen amigo», aunque también podía ser «muy egoísta e interesado en su propia satisfacción cuando así quería».
Con el paso del tiempo adquirió una reputación de «mujeriego» debido a que solía mantener vínculos afectivos con varias mujeres de manera simultánea, que «cuando miraba a alguien, creía que debía ser suya». A grandes rasgos, su estilo de vida podía definirse como la de un «playboy que bebía, disfrutaba conducir automóviles de lujo y seducir a tantas mujeres como le era posible». Algunas de sus cartas de amor escritas en los años 1930 evidencian una personalidad «heterosexual de pura sangre con una inclinación por el sexo sadomasoquista», así como una predilección por mujeres tanto alemanas como judías. Pese a estar casado, continuó con sus aventuras amorosas y «siguió con su absoluta frialdad y asqueroso sexismo», situación que era de conocimiento de Charteris, que ocasionalmente se refirió a la amante de Fleming como su «esposa jamaiquina». Su amigo Coward escribió la obra teatral Volcano, cuya trama está inspirada en dicho triángulo amoroso, y reiteró que Fleming «odiaba a las mujeres en un contexto general» mientras que sus novelas resultan «sexistas y misóginas». Su matrimonio con Charteris resultó «tormentoso» y, mientras a él le disgustaban las fiestas a las que solía acudir su esposa, a ella le avergonzaban las novelas de Bond —las cuales catalogaba como «pornografía»—. En la etapa adulta Fleming mantuvo una confrontación constante con su madre, que solía ser controladora con él cuando era joven, y de quien adquirió ciertos rasgos bohemios. Fleming tenía por costumbre practicar golf y esquí y visitar algunos lugares del sur de Francia durante sus días de asueto, y era asiduo a la lectura —en 1936 estuvo afiliado a un club de lectores dirigido por Victor Gollancz, y también era responsable de publicar London Book Collector—.
Con relación a las semejanzas entre su personalidad y la de Bond: «Cada tarde [en Jamaica] se acuesta boca abajo en el agua, mirando al pez a través de su placa frontal. De esta forma deduce la trama, y contempla el truco que ha estado jugando desde que nació Bond, el cual consiste en hacer creer a sus lectores que Fleming concibió a Bond con base en él mismo [...] De hecho, Fleming creó a un personaje que es opuesto a él. En cada libro, Fleming describe a Bond como "cruel", [mientras que] la esencia de la personalidad de Fleming es su gentileza. Fleming aborrece la violencia». Constantemente, algunos de sus amigos lo criticaban por escribir novelas de espionaje, al considerar que «él podía hacer algo mejor que eso»; sin embargo Fleming «escucha las críticas con una sonrisa sardónica, coloca otro cigarrillo en su boquilla y sigue su propio camino».

## Escritura
El escritor Raymond Benson, que escribiría después una serie de novelas de Bond, señaló que los libros de Fleming pueden ser clasificados por su estilo de redacción en dos grupos: aquellos escritos entre 1953 y 1960 se caracterizan por centrarse más en «el estado de ánimo, el desarrollo de los personajes y el avance de la trama», a diferencia de los publicados entre 1961 y 1966, que suelen incorporar más detalles y metáforas. Arguye, asimismo, que Fleming era ya «un narrador maestro» cuando escribió Operación Trueno.
Jeremy Black propuso otra clasificación basada en los villanos del agente 007, que contó con el apoyo del académico Christoph Lindner. De acuerdo con su análisis, hasta Sólo para tus ojos, las primeras novelas quedan encuadradas dentro de las «historias de la Guerra Fría», con la SMERSH como antagonista. A estos les siguen tres novelas —Operación Trueno, Al servicio secreto de su Majestad y Sólo se vive dos veces— en las que Blofeld y SPECTRE son los principales rivales del británico. Finalmente, los libros restantes —El hombre de la pistola de oro, Octopussy and The Living Daylights y El espía que me amó— representan «las historias tardías de Fleming».

### Estilo y técnica
Sobre su obra, Fleming señaló que «puede que los thrillers no sean literatura con mayúscula, pero es posible escribir lo que puedo describir como "thrillers diseñados para ser leídos como literatura"». Reveló también que entre los autores que lo influyeron estaban Raymond Chandler, Dashiell Hammett, Eric Ambler y Graham Greene. En su opinión: «No considero a James Bond precisamente como un héroe, pero al menos él cumple con su deber, de una manera extremadamente cursi... Mis libros no tienen significado social, excepto uno perjudicial; se considera que tienen demasiada violencia y sexo. Pero toda la historia tiene eso». En un escrito para el New Statesman, William Cook lo consideró «la culminación de una tradición importante pero a la vez maligna [existente] en la literatura inglesa. De pequeño, Fleming devoraba los relatos de Bulldog Drummond escritos por H. C. McNeile y las historias de Richard Hannay sobre John Buchan. Su genialidad reside en haberles dado una nueva forma a estas aventuras anticuadas, de modo que encajen en la moda de la Gran Bretaña de posguerra [...] Con Bond, creó un Bulldog Drummond de la era de los jets». Umberto Eco también identificó a Mickey Spillane como otra figura influyente en el autor.
En un artículo publicado en mayo de 1963 en la revista Books and Bookmen, Fleming detalló el proceso de trabajo que seguía con los libros de Bond: «Escribo durante alrededor de tres horas por la mañana [...] y dedico otra hora más entre las seis y las siete de la tarde. Jamás corrijo nada y tampoco regreso a revisar lo que he escrito [...] Gracias a esta fórmula, se pueden escribir dos mil palabras al día». Un elemento característico de la técnica de redacción de Fleming es el uso recurrente de «ganchos narrativos» al final de los capítulos, que buscan aumentar la tensión y el interés del lector por continuar leyendo. Estos ganchos ligan a la perfección con lo que Anthony Burgess describió como «un estilo de periodismo aumentado», capaz de producir «una narrativa veloz, que conduce vertiginosamente al lector a la siguiente página».
Umberto Eco analizó las obras de Fleming desde un punto de vista estructuralista e identificó una serie de contrastes en las tramas que proporcionan la estructura y la narrativa, entre los cuales se encuentran:
| - Bond—M - Bond—Villano - Villano—Mujer - Mujer—Bond - Mundo libre—Unión Soviética - Gran Bretaña—Países no anglosajones - Deber—Sacrificio | - Codicia—Ideales - Amor—Muerte - Azar—Planificación - Lujo—Malestar - Excesos—Moderación - Perversión—Inocencia - Lealtad—Deshonor |

Eco también hizo notar que la mayoría de los villanos en la serie de Bond proceden de la Europa central o de los países eslavos y mediterráneos, y son de carácter mestizo con «orígenes complejos y oscuros». Asimismo, se topó con que en su mayoría son asexuales u homosexuales, inventivos, organizadamente astutos y ricos. Black coincidió con Eco y agregó: «Fleming no usó enemigos de clase [en sus novelas], sino que se basó en distorsiones físicas o identidades étnicas [...] Además, en Gran Bretaña, los villanos extranjeros empleaban sirvientes y trabajadores extranjeros [...] Este racismo reflejaba no solo un tema muy pronunciado en la narrativa de aventuras del periodo de entreguerras, tal y como ocurre en las novelas de Buchan, sino una cultura literaria mucho más amplia». A su vez, la escritora Louise Welsh apuntó que la novela Vive y deja morir «saca partido de la paranoia que se había instalado en algunos sectores de la sociedad blanca» con el avance del movimiento por los derechos civiles, que prometía derribar los prejuicios y la desigualdad.
Fleming empleaba los nombres de marcas conocidas así como detalles cotidianos para fomentar la sensación de realismo. Amis bautizó esto como «el efecto Fleming», definido, en sus palabras, como «el uso imaginativo de la información, a través del cual la fantástica naturaleza del mundo de Bond [...] encuentra el contrapeso en una cierta realidad». De manera recurrente, hizo alusión a sus amantes en distintos personajes de sus novelas; por ejemplo, Honey Ryder y Fiona Volpe están inspiradas en Carteris, que tenía como afición el buceo en bikini y la búsqueda de caracolas; Domino Derval surgió a partir de Clare Blanchard, y Una Trueblood sirvió de inspiración para Mary Trueblood.

### Temas
Postura del Reino Unido en el mundo
Fleming escribió los libros de Bond en el Reino Unido de la posguerra, cuando el Imperio británico estaba en declive. En palabras del periodista William Cook: «Bond complació la imagen inflada y cada vez más insegura que teníamos de nosotros mismos [los británicos], halagándonos con la fantasía de que la nación todavía podía elevarse por encima de sus posibilidades». En varias novelas se hace referencia a esta situación; por ejemplo, en un pasaje de Desde Rusia con amor, Bond admite que en Inglaterra «el problema reside en que hoy por hoy está de moda darles zanahorias a todos. A los de casa y a los de fuera. Nosotros ya no enseñamos los dientes... sólo las encías». Este tema adquiere un papel central en una novela posterior, Sólo se vive dos veces, concretamente en las conversaciones que entablan Bond y el jefe de los servicios secretos japoneses, Tiger Tanaka. Fleming tenía en mente la pérdida de prestigio acusada por Gran Bretaña en las décadas de los años 1950 y 1960, especialmente durante la confrontación indonesio-malaya, cuando introdujo a este personaje. Esto se refleja, por ejemplo, cuando Tanaka acusa al Reino Unido de tirar el imperio «con ambas manos».
Black señala que la deserción de cuatro miembros del MI6 a la Unión Soviética supuso un punto de inflexión en la óptica desde la que se veía al Reino Unido desde los círculos de inteligencia estadounidenses. La última de estas deserciones la protagonizó Kim Philby en enero de 1963, cuando Fleming estaba inmerso en la escritura del primer borrador de Sólo se vive dos veces. La reunión que mantienen Bond y M es la primera ocasión en los doce libros en la que Fleming hace referencia a las deserciones. Black sostiene que las conversaciones entre estos dos personajes le permiten abordar el declive del Reino Unido, con las deserciones y el caso Profumo de fondo. Dos de las deserciones ocurrieron poco antes de que escribiera Casino Royale, de modo que puede verse el libro como «un intento por reflejar la inquietante ambigüedad moral del mundo de la posguerra, capaz de producir traidores de la talla de Burgess o Maclean», en palabras de Lycett.
Hacia el final de la serie, en El hombre de la pistola de oro, publicada en 1965, Black percibe una investigación iniciada de manera independiente por el poder judicial jamaicano, mientras que ve a la CIA y el MI6 actuando «bajo la más estrecha relación con la CID jamaicana y bajo sus órdenes»: se presenta ya un mundo nuevo, no colonial, con una Jamaica independiente, lo que resalta aún más el declive del imperio británico. Esto se ve también reflejado en el uso que Bond hace de material y personal estadounidenses en otras varias novelas. La incertidumbre y la variable geopolítica llevaron a Fleming a reemplazar, en Operación Trueno, la organización rusa SMERSH por una banda terrorista internacional conocida como SPECTRE, lo que le permitió mostrar «una maldad no sujeta a ideologías». Black afirma que SPECTRE les confiere a las restantes historias cierta continuidad.
Consecuencias de la guerra
Los efectos de la Segunda Guerra Mundial se abordan a lo largo de toda la serie. Ben Macintyre, periodista de The Times, considera que Bond era «el antídoto ideal para la austeridad, el racionamiento y la premonición de una pérdida de poder inminente que acuciaban al Reino Unido de la posguerra», en un momento en el que el carbón y varios alimentos estaban racionados. En varias ocasiones, Fleming usó la guerra como una señal para determinar si un personaje era bueno o malvado: así, en Sólo para sus ojos, el villano, Hammerstein, es un antiguo oficial de la Gestapo, mientras que el simpático coronel Johns, de la Real Policía Montada de Canadá, había luchado con los británicos en el Octavo Ejército, bajo el mando de Bernard Montgomery. De igual modo, en Moonraker, Drax (Graf Hugo von der Drache) es un «alemán nazi megalómano que se esconde tras la máscara de un caballero inglés» y su asistente, Krebs, es tocayo del último jefe de gabinete de Hitler. Así, Fleming «explota —en palabras de Black— la antipatía cultural británica de la década de 1950. Los alemanes, en los años siguientes a la Segunda Guerra Mundial, fueron un blanco fácil para la mala prensa». Conforme avanza la serie, las novelas cambian de enfoque y el miedo a un realzamiento de Alemania es sustituido por el advenimiento de la Guerra Fría.
Camaradería
El tema de la camaradería y la amistad aparece de manera recurrente a lo largo de la serie, plasmado en el aliado masculino que trabaja con Bond en sus misiones. Raymond Benson cree que la relación entre Bond y sus aliados «añade otra dimensión a su personaje y, en última instancia, a la continuidad temática de las novelas [...] La lealtad que tiene Bond con sus amigos es tan fuerte como el compromiso con su trabajo». En Vive y deja morir, los agentes Quarrel y Leiter ejemplifican la importancia de la amistad especialmente en la reacción de Bond ante el ataque que sufre Leiter por parte de un tiburón, mientras que, en Dr. No, Quarrel es «un aliado indispensable». Benson no ve pruebas de que exista discriminación alguna en su relación y hace hincapié en el remordimiento y la pena que Bond sufre cuando este muere.
El traidor en el interior
La traición es un tema de importancia en la serie desde la primera novela. El objetivo de Bond en Casino Royale, Le Chiffre, era el pagador de un sindicato comunista francés, y las insinuaciones de una quinta columna encuentran su eco en los lectores británicos, acostumbrados a leer en la prensa y escuchar a los parlamentarios sobre las influencias comunistas en los sindicatos, especialmente tras las deserciones de Burgess y Maclean en 1951. El tema del «traidor en el interior» se explora también en Vive y deja morir y Moonraker.
Bien frente al mal
Según Raymond Benson, la lucha entre el bien y el mal es el tema central de la serie. Esto quedó plasmado en Goldfinger con el asunto de San Jorge, explicado de manera explícita en el libro: «fatigado, Bond pensó para sí: una vez más en la brecha, queridos amigos. Esta vez se trata realmente de san Jorge y el dragón. Y san Jorge tenía que darse prisa antes de que el dragón saliera adelante con su plan». Black sugiere que la imagen de san Jorge, más que británica, es una personificación inglesa.
Relaciones angloestadounidenses
En las novelas de Bond también se aborda la cuestión de las relaciones entre británicos y estadounidenses, haciendo especial hincapié en el papel central de los Estados Unidos en la defensa de occidente. Recién finalizada la Segunda Guerra Mundial, se hicieron patentes las tensiones entre un gobierno británico que intentaba retener su imperio y el deseo estadounidense de un nuevo orden capitalista mundial. Sin embargo, Fleming no se centró en ellas de manera directa y optó, en cambio, por crear «la impresión de que el mandato y la acción imperiales británicos funcionaban con normalidad». El escritor y periodista Christopher Hitchens opinó que «la paradoja central de las historias clásicas de Bond es que, si bien en la superficie están completamente del lado de los angloestadounidenses en la guerra contra el comunismo, también es cierto que están plagadas de desprecio y resentimiento hacia Estados Unidos y los estadounidenses». Por ejemplo, según señaló Kingsley Amis en The James Bond Dossier, «Leiter [es] tan nulo como personaje [...] Él, el estadounidense, acepta las órdenes de Bond, el británico, y Bond siempre lo hace mejor que él».
En tres de las novelas —Goldfinger, Vive y deja morir y Dr. No—, Bond es el agente británico que tiene que resolver el embrollo aparentemente causado por los estadounidenses. Black argumentó que, si bien los agentes estadounidenses son los que se encuentran en peligro en Dr. No, un agente británico y un barco de guerra de la misma bandera —el HMS Narvik— son los encargados de acudir con soldados británicos a la isla al final de la novela para solucionar el asunto. El resquemor de Fleming hacia los estadounidenses fue en aumento, tal y como se refleja en Sólo se vive dos veces, su penúltima novela; en ella, las respuestas que Bond ofrece a los comentarios de Tanaka son la viva imagen del declive en las relaciones entre Reino Unido y Estados Unidos; asimismo, esto contrasta en gran medida con la cálida y cooperativa relación que mantienen Bond y Leiter en las anteriores novelas.

## Legado
A finales de los años 1950, el escritor Geoffrey Jenkins le propuso a Fleming escribir una novela de Bond ambientada en Sudáfrica a partir de un esbozo redactado por él y en el que Fleming veía «gran potencial». Tras el fallecimiento de este último, la editorial Glidrose Productions Limited retomó la propuesta, que llevaba por título Per Fine Ounce, pero jamás llegó a ser publicada. Pese a lo anterior, desde la publicación de Colonel Sun (1968) por Kinglsey Amis, varios escritores han continuado las aventuras de Bond con nuevas obras a petición de Ian Fleming Publications, entre los cuales se encuentran John Gardner, Raymond Benson y Anthony Horowitz. Con motivo del centenario del nacimiento de Fleming, en 2008 salió a la venta La esencia del mal por Sebastian Faulks, cuya trama continúa los sucesos de El hombre de la pistola de oro.

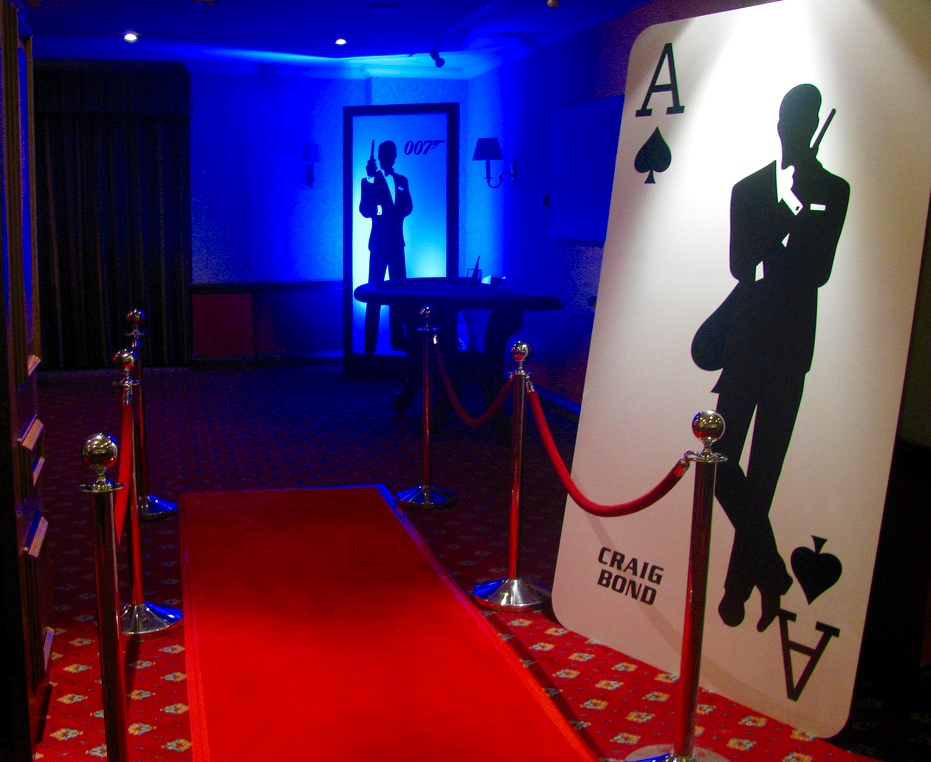
Publicidad para Casino Royale en 2006

En vida, Fleming llegó a vender alrededor de treinta millones de copias de sus libros, cifra que se duplicó en los dos años siguientes a su fallecimiento. En 2012 una edición original de Casino Royale se puso a la venta por 50 000 GBP —poco más de 65 000 USD en 2019—, mismo año en el que se distribuyeron las ediciones originales del resto de sus novelas. The Times lo incluyó en el puesto decimocuarto en su lista de «los 50 mejores escritores británicos desde 1945», publicada en 2008, mientras que, en 2002, Ian Fleming Publications anunció el galardón CWA Ian Fleming Steel Dagger, presentado por la Crime Writers’ Association, dirigido a la mejor novela de thriller, aventura o espionaje publicada originalmente en Reino Unido. En cuanto a su casa Goldeneye, en 1976 la adquirió el músico Bob Marley y, poco después, Chris Blackwell hizo lo mismo para construir en el sitio un complejo turístico de lujo, que conserva libros y fotos del escritor a manera de tributo a su legado. De acuerdo con Keith Suter, «Fleming ayudó a crear expectativas irreales sobre lo que los agentes de inteligencia pueden lograr: un solo individuo puede salvar el mundo, al menos en sus novelas. [...] Creó un nuevo tipo de espía: "el súper espía". James Bond es un personaje de gran valentía y patriotismo. Pero también es una persona con vida extravagante, aficiones elegantes y posiblemente con ingresos elevados del sector privado (porque nadie que viviera en Londres en los años 1950 y 1960 podía comprar las cosas lujosas que él tenía con un sueldo de servicio público) [...] Todas las novelas terminan con los villanos siendo vencidos, el mundo es salvado y Bond [emerge] triunfante. Tranquilizan a los lectores al hacerles ver que "los chicos buenos" ganarán al final». El espía que me amó (1962) difirió del resto de novelas sobre Bond al relegar a su tradicional protagonista a un rol más secundario y «asumió un riesgo que pocos novelistas en su posición elegirían [...] Su respuesta a un impulso interno por la novedad, y quizás el deseo de un reconocimiento más elevado, fue emplear una voz completamente diferente [a la de James Bond] y frenar la aparición de su célebre protagonista hasta después del punto medio de la historia». En opinión del escritor estadounidense Barry Eisler, «Fleming no inventó la novela moderna de espías (generalmente se le atribuye a su contemporáneo y compatriota Eric Ambler), pero su trabajo fue pionero y popularizó muchos de los elementos que los devotos de la ficción espía han exigido desde entonces».
La serie cinematográfica, producida por Eon Productions —aunque también existen un par de películas realizadas al margen de Eon—, tampoco cesó tras el fallecimiento de Fleming. La productora ha financiado más de veinte filmes sobre el agente 007, cuyos ingresos se estiman en más de seis mil millones USD en todo el mundo, lo que la convierte en una de las más taquilleras de la historia. La película más reciente, Sin tiempo para morir, se estrenó en octubre de 2021. 
La influencia de Bond en el cine y la literatura es evidente en producciones como las series de Austin Powers y Carry On, y el personaje Jason Bourne. A principios de 2011, Ian Fleming se convirtió en el primer escritor en lengua inglesa en tener un aeropuerto internacional nombrado en su honor, el Ian Fleming International Airport, situado cerca de Oracabessa, en Jamaica. A su inauguración, celebrada el 12 de enero, acudieron el primer ministro jamaicano, Bruce Golding, y Lucy Fleming.

## Obras
| - Casino Royale (1953) - Vive y deja morir (1954) - Moonraker (1955) - Los diamantes son eternos (1956) - Desde Rusia con amor (1957) - The Diamond Smugglers (1957) - Dr. No (1958) - Goldfinger (1959) - Sólo para tus ojos (1960) | - Operación Trueno (1961) - El espía que me amó (1962) - Al servicio secreto de su Majestad (1963) - Thrilling Cities (1963) - Sólo se vive dos veces (1964) - Chitty Chitty Bang Bang (1964) - El hombre de la pistola de oro (1965) - Octopussy and The Living Daylights (1966) |

## Películas biográficas
- Goldeneye: The Secret Life of Ian Fleming, 1989. Película para televisión en la que Charles Dance interpreta a Fleming. El filme se centra en los años de la Segunda Guerra Mundial, su vida amorosa y la escritura de las obras de Bond.[234]
- Spymaker: The Secret Life of Ian Fleming, 1990. Película para televisión con Jason Connery —hijo de Sean— en el papel de Fleming. Se trata de una aventura similar a las de Bond ambientada en la Segunda Guerra Mundial.[235]
- Ian Fleming: Bondmaker, 2005. Docudrama televisivo emitido por primera ver en la BBC el 28 de agosto de 2005. Ben Daniels encarnó a Fleming.[236]
- Ian Fleming: Where Bond Began, 2008. Documental televisivo sobre la vida de Fleming, emitido el 19 de octubre de 2008 en la BBC. Lo presentó Joanna Lumley, la que fuera chica Bond.[237]
- La película Age of Heroes está basada en las proezas del 30 Commando; James D'Arcy interpretó a Fleming.[238]
- Fleming: The Man Who Would Be Bond, una miniserie de cuatro episodios emitida en BBC America entre enero y febrero de 2014, con Dominic Cooper en el papel principal.[239][240]

### En inglés
- Sitio web oficial
- Obras de Ian Fleming en Wikilivres (dominio público en Canadá)

### En español
- Biografía de Ian Fleming en archivo007.com
- Datos, curiosidades y frases célebres de Ian Fleming

- Datos: Q82104
- Multimedia: Ian Fleming / Q82104